# Ramy Youssef

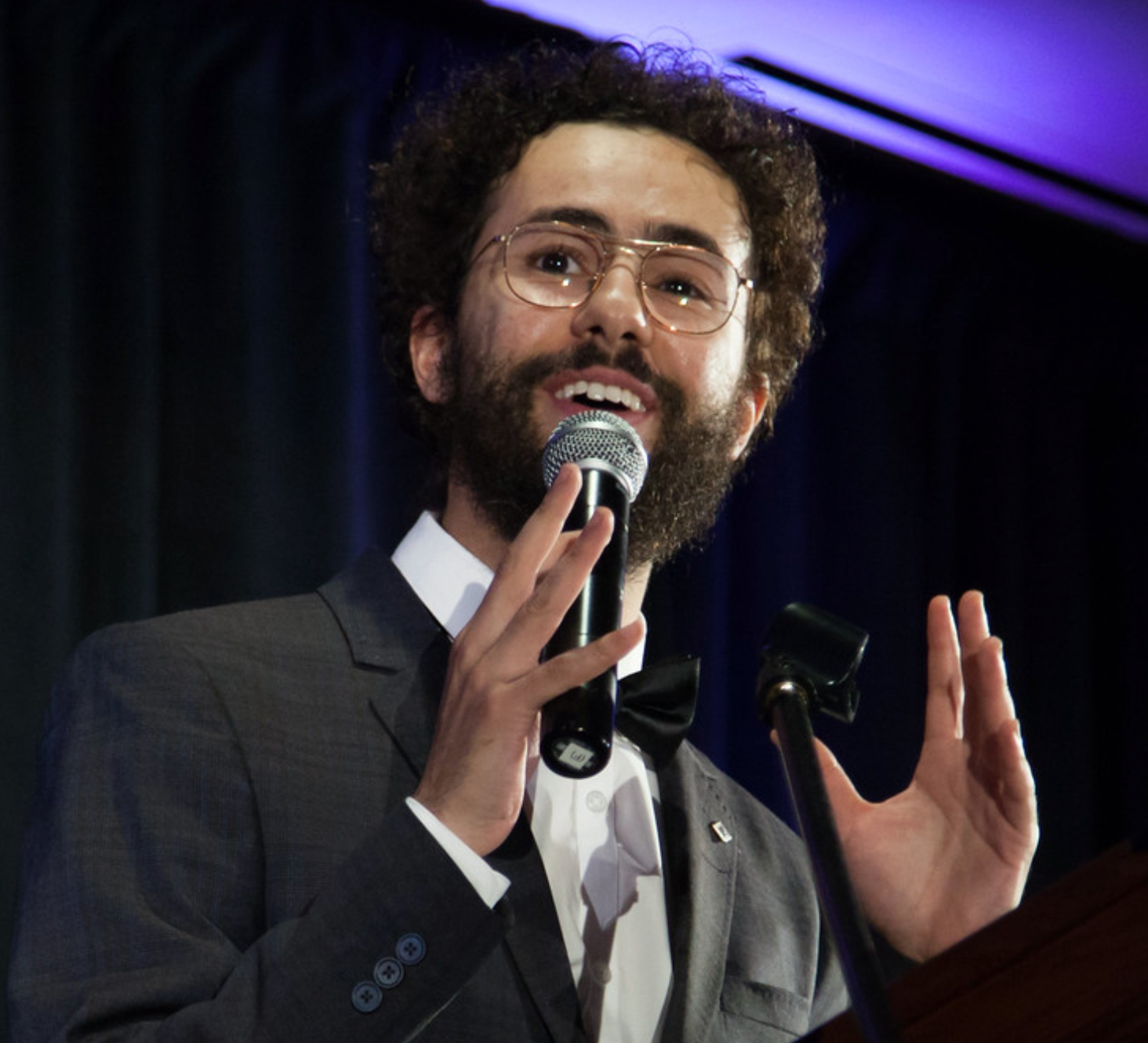
Ramy Youssef (2017)

Ramy Youssef (* 26. März 1991 in New York City, New York) ist ein US-amerikanischer Stand-up-Komiker, Schauspieler und Drehbuchautor ägyptischer Herkunft. 2020 wurde er für seine Arbeit an der autobiografischen Serie Ramy mit dem Golden Globe Award als bester Serien-Hauptdarsteller – Komödie oder Musical ausgezeichnet.

## Leben und Karriere
Ramy Youssef wurde als Sohn ägyptischer Migranten, die unabhängig voneinander in den 1980er Jahren in die Vereinigten Staaten kamen, im New Yorker Stadtteil Queens geboren. Er wurde im muslimischen Glauben erzogen und ist bis heute praktizierender Moslem. Die folgenden Jahre wuchs er, zusammen mit einer Schwester, in der Stadt Rutherford, im US-Bundesstaat New Jersey auf, wo er die örtliche High School besuchte. Nach dem Abschluss wechselte er auf die Rutgers University, wo er ein Studium der Politik- und Wirtschaftswissenschaften aufnahm. In seiner Freizeit trat er in Sketchshows auf. Bereits mit 19 verließ er die Uni wieder und schrieb sich am renommierten William Esper Studio in New York für deren Schauspielprogramm ein. Dort verbrachte er die nächsten zwei Jahre, bevor er wegen eines Angebots für eine Serienrolle nach Los Angeles zog.
Die Serie, wegen der er an die Westküste zog, war die Jugend-Sitcom See Dad Run, in der er als Kevin Kostner in einer der Hauptrollen besetzt wurde. Die Rolle spielte er von 2012 bis zur Einstellung der Serie 2014 nach einer Laufzeit von drei Staffeln. Nach dem Ende der Serie trat er in Gortimer Gibbon – Mein Leben in der Normal Street und Mr. Robot in Gastrollen auf. In den Filmen Why Him? und Don’t Worry, weglaufen geht nicht übernahm er jeweils kleine Nebenrollen.
2019 wurde die zehnteilige autobiografische Serie Ramy, in der Youssef die titelgebende Figur des Ramy Hassan spielt, beim Streaminganbieter Hulu veröffentlicht. In der Serie stellt er, wie in seinem realen Leben, einen US-Amerikaner aus einer Migrantenfamilie dar. Er ist zudem ausführender Produzent und Entwickler der Serie. Bereits kurz nach der Veröffentlichung wurde sie um eine weitere Staffel verlängert. Youssef selbst schrieb einen Großteil der Drehbücher für die erste Staffel. Im Januar 2020 wurde er für seine Darstellung mit dem Golden Globe Award in der Kategorie Bester Serien-Hauptdarsteller – Komödie oder Musical ausgezeichnet.
Youssef ist mit seinen Comedyauftritten regelmäßiger Gast in US-Late-Night-Shows.

## Filmografie (Auswahl)
als Schauspieler
- 2009: On the Loose (Kurzfilm)
- 2012–2014: See Dad Run (Fernsehserie, 45 Episoden)
- 2013: Above Average Presents (Fernsehserie, eine Episode)
- 2015: One Crazy Cruise (Fernsehfilm)
- 2016: Gortimer Gibbon – Mein Leben in der Normal Street (Gortimer Gibbon’s Life on Normal Street, Fernsehserie, Episode 2x20)
- 2016: Why Him?
- 2017: Mr. Robot (Fernsehserie, 3 Episoden)
- 2018: Don’t Worry, weglaufen geht nicht (Don’t Worry, He Won’t Get Far on Foot)
- seit 2019: Ramy (Fernsehserie)
- 2023: Poor Things
- 2023: Wish (Stimme)

als Drehbuchautor
- seit 2019: Ramy (Fernsehserie, 7 Episoden)
- 2019: Ramy Youssef: Feelings

## Auszeichnungen und Nominierungen (Auswahl)
Critics’ Choice Television Award
- 2020: Nominierung in der Kategorie Bester Hauptdarsteller in einer Comedyserie für Ramy

Golden Globe Award
- 2020: Bester Serien-Hauptdarsteller – Komödie oder Musical für Ramy
- 2021: Nominierung als Bester Serien-Hauptdarsteller – Komödie oder Musical für Ramy

Emmy
- 2020: Nominierung in der Kategorie Bester Hauptdarsteller – Comedyserie für Ramy

Screen Actors Guild Award
- 2021: Nominierung als Bester Darsteller in einer Comedyserie für Ramy

Writers Guild of America Award
- 2020: Nominierung in der Kategorie Bestes Special für Ramy Youssef: Feelings